# Wola
Wola és un districte de Varsòvia, antigament el poble de Wielka Wola, incorporat a la capital el 1916. Zona industrial des de començaments del segle xix, està canviant lentament cap a un districte d'oficines i residencial. A Wola hi ha diversos museus iconté part del districte empresarial de la ciutat.

## Història

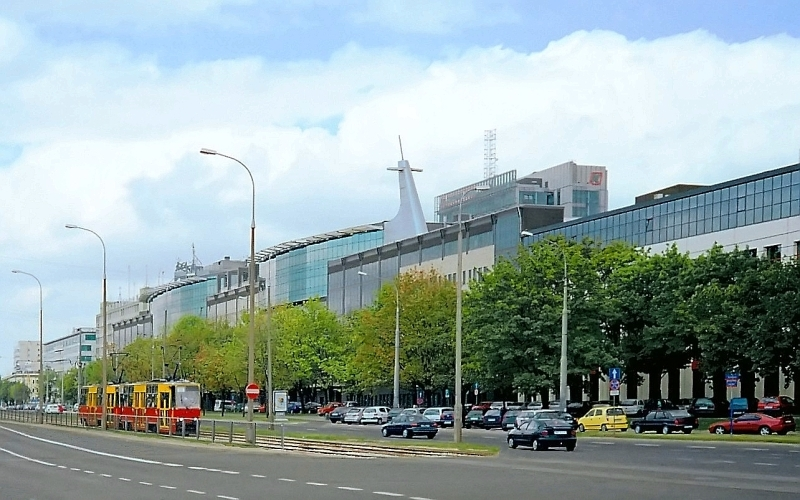
Modern edifici d'oficines al carrer Kasprzak.

Esmentat per primera vegada al segle xiv, Wola és famós per haver estat el lloc on la noblesa polonesa es va reunir per elegir el rei entre 1573 i 1764. El districte de Wola es va fer famós per la defensa de l'exèrcit polonès de Varsòvia el 1794 durant la insurrecció de Kościuszko i el 1831 durant la revolta de novembre, quan Józef Sowiński i Józef Bem van defensar la ciutat contra les forces tsaristes.
El 1944 Wola va ser l'escenari de la massacre de milers de civils polonesos durant l'aixecament de Varsòvia (agost-octubre de 1944). Al voltant del 8 d'agost, Wola va ser l'escenari de la massacre de Wola a Polònia, on van morir de 40.000 a 50.000 civils. La zona estava ocupada per combatents polonesos pertanyents al sub-districte III de Wola (d'Armia Krajowa.

## Barris

Sub-districtes de Wola

Wola es divideix en els barris (osiedle) de Czyste, Koło, Mirów, Młynów, Nowolipki, Odolany, Powązki i Ulrychów, que en molts casos corresponen a pobles o assentaments antics.

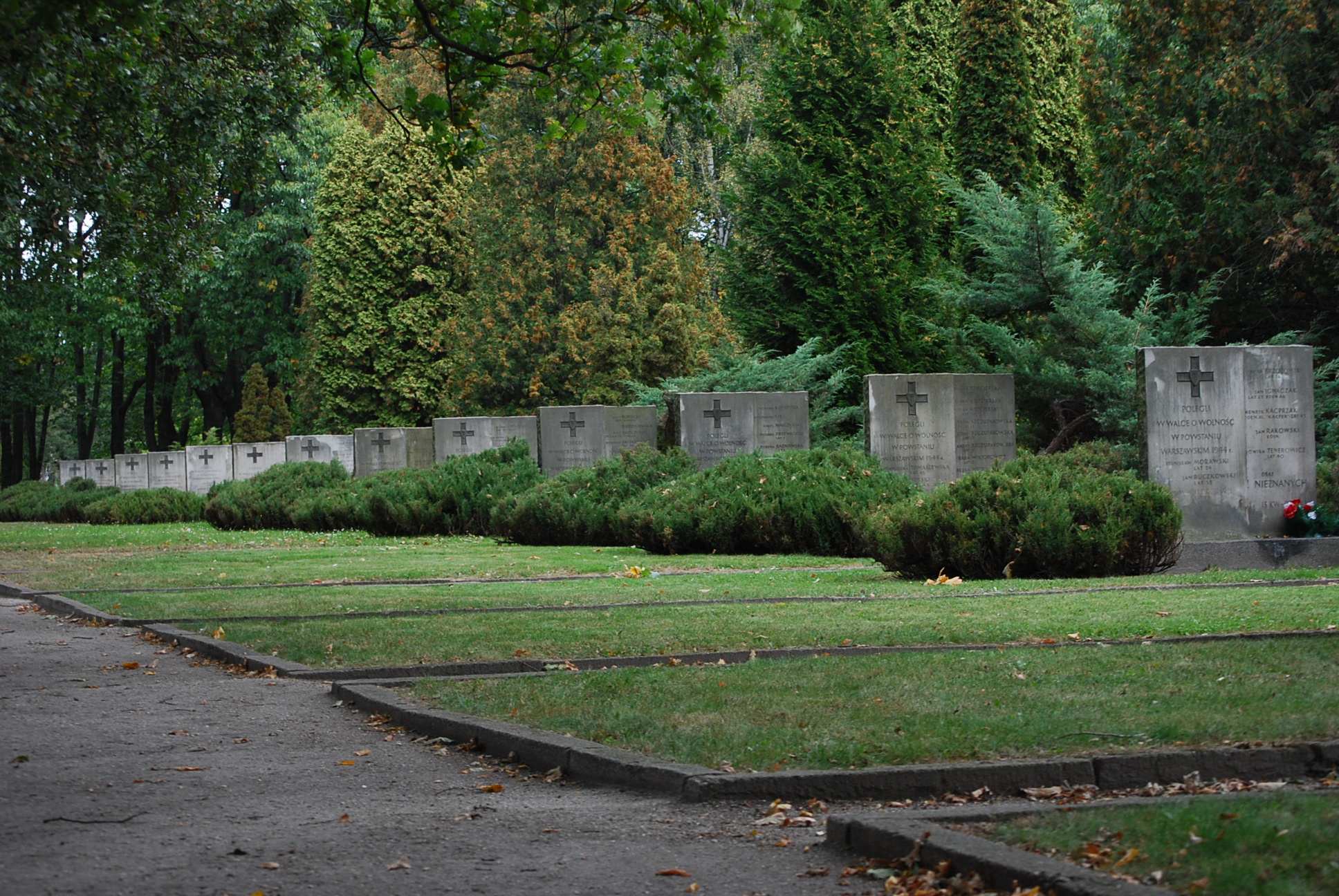
Cementiri dels Insurgents de Varsòvia